# Premio Albert J. Beveridge
El premio Albert J. Beveridge lo otorga anualmente la American Historical Association al mejor libro en inglés sobre la historia de los Estados Unidos, América Latina o Canadá, desde 1492 hasta la actualidad. A los libros que emplean nuevas herramientas metodológicas o conceptuales, o que constituyen una reinterpretación significativa de un importante problema histórico, se les da preferencia en la adjudicación de este premio. El premio fue establecido en forma bienal en 1939 y se ha concedido anualmente desde 1945.
| Año  | Autor                 | Obra | Editorial                            |
| ---- | --------------------- | --- | ------------------------------------ |
| 2015 | Elizabeth Fenn        | Encounters at the Heart of the World: A History of the Mandan People                                                       | Hill & Wang                          |
| 2015 | Greg Grandin          | The Empire of Necessity: Slavery, Freedom, and Deception in the New World                                                  | Metropolitan Books                   |
| 2014 | Kate Brown            | Plutopia: Nuclear Families, Atomic Cities, and the Great Soviet and American Plutonium Disasters                           | Oxford Univ. Press                   |
| 2013 | W. Jeffrey Bolster    | The Mortal Sea: Fishing the Atlantic in the Age of Sail                                                                    | Belknap Press of Harvard Univ. Press |
| 2012 | Rebecca Scott         | Freedom Papers: An Atlantic Odyssey in the Age of Emancipation                                                             | Harvard Univ. Press                  |
| 2012 | Jean Hebrard          | Freedom Papers: An Atlantic Odyssey in the Age of Emancipation                                                             | Harvard Univ. Press                  |
| 2011 | Daniel Okrent         | Last Call: The Rise and Fall of Prohibition                                                                                | Scribner                             |
| 2010 | John McNeill          | Mosquito Empires: Ecology and War in the Greater Caribbean, 1620-1914                                                      | Cambridge Univ. Press                |
| 2009 | Karl Jacoby           | Shadows at Dawn: A Borderlands Massacre and the Violence of History                                                        | Penguin Press                        |
| 2008 | Scott Kurashige       | The Shifting Grounds of Race: Black and Japanese Americans in the Making of Multiethnic Los Angeles                        | Princeton Univ. Press                |
| 2007 | Allan Brandt          | The Cigarette Century: The Rise, Fall, and Deadly Persistence of the Product that Defined America                          | Basic Books                          |
| 2006 | Louis Warren          | Buffalo Bill’s America: William Cody and the Wild West Show                                                                | Knopf                                |
| 2005 | Melvin Ely            | Israel on the Appomattox: A Southern Experiment in Black Freedom from the 1790s through the Civil War                      | Knopf                                |
| 2004 | Edward Ayers          | In the Presence of Mine Enemies: War in the Heart of America, 1859-63                                                      | W.W. Norton                          |
| 2003 | Ira Berlin            | Generations of Captivity: A History of African-American Slaves.                                                            | Belknap Press of Harvard Univ. Press |
| 2002 | Mary Renda            | Taking Haiti: Military Occupation and the Culture of US Imperialism, 1915-40                                               | Univ. of North Carolina Press        |
| 2001 | Alexander Keyssar     | The Right to Vote: The Contested History of Democracy in the United States.                                                | Basic Books                          |
| 2000 | Linda Gordon          | The Great Arizona Orphan Abduction                                                                                         | Harvard Univ. Press                  |
| 1999 | Friedrich Katz        | The Life and Times of Pancho Villa                                                                                         | Stanford Univ. Press                 |
| 1998 | Philip Morgan         | Slave Counterpoint: Black Culture in the 18th-Century Chesapeake and Lowcountry                                            | Univ. of North Carolina Press        |
| 1997 | William Taylor        | Magistrates of the Sacred: Priests and Parishioners in 18th-Century Mexico                                                 | Stanford Univ. Press                 |
| 1996 | Alan Taylor           | William Cooper's Town: Power and Persuasion on the Frontier of the Early American Republic                                 | Knopf                                |
| 1995 | Ann Douglas           | Terrible Honesty: Mongrel Manhattan in the 1920s                                                                           | Farrar, Strauss & Giroux             |
| 1995 | Stephen Innes         | Creating the Commonwealth: The Economic Culture of Puritan New England                                                     | W.W. Norton                          |
| 1994 | Karen Kupperman       | Providence Island, 1630-41: The Other Purian Colony                                                                        | Cambridge Univ. Press                |
| 1993 | James Lockhart        | The Nahuas after the Conquest: A Social and Cultural History of the Indians of Central Mexico, 16th through 18th Centuries | Stanford Univ. Press                 |
| 1992 | Richard White         | The Middle Ground: Indians, Empires, and Republics in the Great Lakes Region, 1650-1815                                    | Cambridge Univ. Press                |
| 1991 | Richard Price         | Alabi's World | Johns Hopkins Univ. Press            |
| 1990 | Jon Butler            | Awash in a Sea of Faith: Christianizing the American People                                                                | Harvard Univ. Press                  |
| 1989 | Peter Novick          | That Noble Dream: The 'Objectivity Question' and the American Historical Profession                                        | Cambridge Univ. Press                |
| 1988 | Jacquelyn Hall        | Like a Family: The Making of a Southern Cotton Mill World                                                                  | Univ. of North Carolina Press        |
| 1988 | James Leloudis        | Like a Family: The Making of a Southern Cotton Mill World                                                                  | Univ. of North Carolina Press        |
| 1988 | Robert Korstad        | Like a Family: The Making of a Southern Cotton Mill World                                                                  | Univ. of North Carolina Press        |
| 1988 | Lu Ann Jones          | Like a Family: The Making of a Southern Cotton Mill World                                                                  | Univ. of North Carolina Press        |
| 1988 | Christopher Daly      | Like a Family: The Making of a Southern Cotton Mill World                                                                  | Univ. of North Carolina Press        |
| 1988 | Mary Murphy           | Like a Family: The Making of a Southern Cotton Mill World                                                                  | Univ. of North Carolina Press        |
| 1987 | Mary Karasch          | Slave Life in Rio de Janeiro, 1808-50                                                                                      | Princeton Univ. Press                |
| 1986 | Alan Knight           | The Mexican Revolution, 2 vols                                                                                             | Cambridge Univ. Press                |
| 1985 | Nancy Farriss         | Maya Society under Colonial Rule: The Collective Enterprise of Survival                                                    | Princeton Univ. Press                |
| 1984 | Sean Wilentz          | Chants Democratic: New York City and the Rise of the American Working Class, 1788-1850                                     | Oxford Univ. Press                   |
| 1983 | Louis Harlan          | Booker T. Washington: The Wizard of Tuskegee, 1901-15                                                                      | Oxford Univ. Press                   |
| 1982 | Walter Rodney         | History of the Guyanese Working People, 1881-1905                                                                          | Johns Hopkins Univ. Press            |
| 1981 | Paul Clemens          | The Atlantic Economy and Colonial Maryland's Eastern Shore: From Tobacco to Grain                                          | Cornell Univ. Press                  |
| 1980 | John Reps             | Cities of the American West: A History of Frontier Urban Planning                                                          | Cornell Univ. Press                  |
| 1979 | Calvin Martin         | Keepers of the Game: Indian-Animal Relationships and the Fur Trade                                                         | Univ. of California Press            |
| 1978 | John Phelan           | The People and the King: The Comunero Revolution in Colombia, 1781                                                         | Univ. of Wisconsin Press             |
| 1977 | Henry May             | The Enlightenment in America                                                                                               | Oxford Univ. Press                   |
| 1976 | Edmund Morgan         | American Slavery--American Freedom: The Ordeal of Colonial Virginia                                                        | W.W. Norton                          |
| 1975 | David Davis           | The Problem of Slavery in the Age of Revolution, 1700-1823                                                                 | Cornell Univ. Press                  |
| 1974 | Peter Wood            | Black Majority | Knopf                                |
| 1973 | Richard Slotkin       | Regeneration through Violence: The Mythology of the American Frontier, 1600-1850                                           | Wesleyan Unv. Press                  |
| 1972 | James Lemon           | The Best Poor Man's Country                                                                                                | Johns Hopkins Univ. Press            |
| 1971 | Carl Degler           | Neither Black nor White: Slavery and Race Relations in Brazil and the United States                                        | Macmillan                            |
| 1971 | David Rothman         | The Discovery of the Asylum: Social Order and Disorder in the New Republic                                                 | Little                               |
| 1970 | Sheldon Hackney       | Populism to Progressivism in Alabama                                                                                       | Princeton Univ. Press                |
| 1970 | Leonard Richards      | Gentlemen of Property and Standing: Anti-Abolition Mobs in Jacksonian America                                              | Oxford Univ. Press                   |
| 1969 | Sam Warner, Jr.       | The Private City: Philadelphia in Three Periods of Its Growth                                                              | Univ. of Pennsylvania Press          |
| 1968 | Michael Rogin         | The Intellectuals and McCarthy: The Radical Specter                                                                        | MIT Press                            |
| 1966 | Herman Belz           | Reconstructing the Union: Conflict of Theory and Policy during the Civil War                                               | Cornell Univ. Press                  |
| 1965 | Daniel Fox            | The Discovery of Abundance                                                                                                 | Cornell Univ. Press                  |
| 1964 | Linda DePauw          | The Eleventh Pillar: New York State and the Federal Constitution                                                           | Cornell Univ. Press                  |
| 1962 | Walter LaFeber        | The New Empire: An Interpretation of American Expansion, 1860-98                                                           | Cornell Univ. Press                  |
| 1961 | Calvin Davis          | The United States and the First Hague Peace Conference                                                                     | Cornell Univ. Press                  |
| 1960 | C. Clarence Clendenen | The United States and Pancho Villa                                                                                         | Cornell Univ. Press                  |
| 1960 | Nathan Miller         | The Enterprise of a Free People: Canals and the Canal Fund in the New York Economy, 1792-1838                              | Cornell Univ. Press                  |
| 1959 | Arnold Paul           | Free Conservative Crisis and the Rule of Law: Attitudes of Bar and Bench, 1887-95                                          | Cornell Univ. Press                  |
| 1958 | Paul Conkin           | Tomorrow a New World: The New Deal Community Program                                                                       | Cornell Univ. Press                  |
| 1957 | David Pletcher        | Rails, Mines, and Progress: Seven American Promoters in Mexico                                                             | Cornell Univ. Press                  |
| 1956 | Paul Schroeder        | The Axis Alliance and Japanese-American Relations, 1941                                                                    | Cornell Univ. Press                  |
| 1955 | Ian C. Graham         | Colonists from Scotland: Emigration to North America, 1707-83                                                              | Cornell Univ. Press                  |
| 1954 | Arthur Johnson        | The Development of American Petroleum Pipelines: A Study in Enterprise and Public Policy                                   | Univ. of Pennsylvania Press          |
| 1953 | George Bentley        | A History of the Freedman's Bureau                                                                                         | Univ. of Pennsylvania Press          |
| 1952 | Clarence Ver Steeg    | Robert Morris, Revolutionary Financier                                                                                     | Univ. of Pennsylvania Press          |
| 1951 | Robert Twyman         | History of Marshall Field and Co., 1852-1906                                                                               | Univ. of Pennsylvania Press          |
| 1950 | Glyndon Van Deusen    | Horace Greeley: Nineteenth Century Crusader                                                                                | Univ. of Pennsylvania Press          |
| 1949 | Reynold Wik           | Steam Power on the American Farm: A Chapter in Agricultural History, 1850-1920                                             | Univ. of Pennsylvania Press          |
| 1948 | Donald Fleming        | John William Draper and the Religion of Science                                                                            | Univ. of Pennsylvania Press          |
| 1947 | Lewis Hanke           | The Struggle for Justice in the Spanish Conquest of America                                                                | Univ. of Pennsylvania Press          |
| 1946 | Arthur Bestor         | Backwoods Utopias: The Sectarian and Owenite Phases of Communitarian Socialism in America, 1663-1829                       | Univ. of Pennsylvania Press          |
| 1945 | John Alden            | John Stuart and the Southern Colonial Frontier                                                                             | Univ. of Michigan Press              |
| 1943 | Harold Bradley        | The American Frontier in Hawaii: The Pioneers, 1789-1843                                                                   | Stanford Univ. Press                 |
| 1941 | Charles Barker        | The Background of the Revolution in Maryland                                                                               | Yale Univ. Press                     |
| 1939 | John Horton           | James Kent: A Study in Conservatism                                                                                        | Appleton                             |